# シングル段取り
シングル段取り（シングルだんどり、Single Minute Exchange of Die)は、トヨタ生産方式やそれを研究したリーン生産方式の要素の一つで、プレス機械に設置された金型の交換時間を改善によって時間短縮し、10分未満で金型交換を完了することを指す。10分未満だと、分数が一桁、すなわちシングルとなるため、シングル段取りと呼ばれる。海外では、英語の頭文字を取ってSMEDとも呼ばれる。

## 概要
自動車のボディ部品は、プレス機械と金型を用いて鉄板を成形する。1940年代、50年代はその金型の交換作業（段取り作業）は非常に時間がかかり、数時間かかることもざらであった。また段取り作業に時間がかかることから、その損失時間を埋め合わせる意味からも一度金型を交換したら長時間同じ部品を生産し続けることは普通であった。そのため工程間の仕掛在庫は増大し、部品を生産するプレス機械などの設備は多く確保する必要があった。
トヨタ自動車の大野耐一らがアメリカのビッグスリーの生産に関する情報を得た際、当時規模の面で圧倒的に離されていたビッグスリーが行っていた前述のような生産手法を真似するのでは彼らに太刀打ちできないとして、段取り時間の短縮を切り口とした改善を検討した。その際、新郷重雄らの協力を仰ぎ、新郷が東洋製鋼との協業の中でアイデアを得ていた金型の内段取り、外段取りの考え方を取り入れ、ある部品の生産完了後10分以内に別部品の金型へと交換し、生産を行うシングル段取りを実現した。これにより、仕掛在庫の低減によるジャストインタイム生産システムへの対応、設備稼働率の向上、必要設備の最小化など様々な面でその効果を発揮することとなった。
また今日では、段取り時間を更に短縮し、2分以内の交換完了を目指すことが多い。2分以内の段取りを特に『ワンタッチ段取り』と呼ぶ。